# 월성이씨 열행비
월성이씨 열행비(監牧官 黃褧 永世不忘碑)는 울산광역시 동구 어진순환도로1170(서부동)에 있다. 2018년 1월 30일 울산 동구의 향토문화재 제8호로 지정되었다.

## 개요
죽은 남편과 자녀 교육에 대한 열행비이다.